# Robert Fraser (professor)
J. Robert E. Fraser, född 27 september 1927, död 16 april 2013, var en australisk biokemist, verksam vid Monash University i Melbourne. Hans forskning har bland annat gällt glykosaminoglykanen hyaluronan.
Fraser invaldes som utländsk ledamot av svenska Kungliga Vetenskapsakademien 1995. Han promoverades 1988 till hedersdoktor vid Uppsala universitet.